# 183-тя піхотна дивізія (Третій Рейх)
183-тя піхотна дивізія (Третій Рейх) (нім. 183. Infanterie-Division) — піхотна дивізія Вермахту за часів Другої світової війни. 2 листопада 1943 залишки дивізії переформовані на корпусну групу «C».

## Історія
183-тя піхотна дивізія була сформована 28 листопада 1939 року на навчальному центрі Мюнзінген (нім. Truppenübungsplatz Münsingen) під час 7-ї хвилі мобілізації Вермахту.

## Райони бойових дій
- Німеччина (листопад 1939 — липень 1940);
- Протекторат Богемії та Моравії (липень 1940 — квітень 1941);
- Югославія (квітень — липень 1941);
- Генеральна губернія (липень 1941);
- СРСР (центральний напрямок) (липень 1941 — жовтень 1943);
- СРСР (північний напрямок) (жовтень — листопад 1943).

## Командування

### Командири
- генерал-майор, з 1 жовтня 1941 генерал-лейтенант Бенігнус Діппольд (нім. Benignus Dippold) (28 листопада 1939 — 4 жовтня 1941);
- генерал-лейтенант Ріхард Штемпель (нім. Richard Stempel) (4 жовтня 1941 — 20 січня 1942);
- генерал-майор, з 1 січня 1943 генерал-лейтенант Август Деттлінг (нім. August Dettling) (20 січня 1942 — 14 листопада 1943).